# Noyelles-sous-Lens
Noyelles-sous-Lens é uma comuna francesa na região administrativa de Altos da França, no departamento de Pas-de-Calais. Estende-se por uma área de 3,72 km². Em 2010 a comuna tinha 6 693 habitantes (densidade: 1 799,2 hab./km²).